# Le Train de 16 h 50 (téléfilm, 2004)
Pour les articles homonymes, voir Le Train de 16 h 50.
« Le Train de 16 h 50 » ((en) « 4.50 from Paddington ») est un téléfilm de la deuxième série télévisée britannique « Miss Marple », réalisé en 2004 par Andy Wilson, sur un scénario de Stephen Churchett, d'après le roman « Le Train de 16 h 50 » d'Agatha Christie.
Ce téléfilm, qui constitue le 3e épisode de la série (3e épisode de la 1re saison), a été diffusé pour la première fois au Royaume-Uni le 26 décembre 2004 sur le réseau d'ITV.

## Résumé
Mme Elspeth McGillicuddy (Pam Ferris) prend le train de 16h50, à Londres, pour aller rendre visite à son amie Jane Marple (Geraldine McEwan). Installée dans son compartiment, alors qu'un autre train dépasse le sien, elle aperçoit furtivement par la fenêtre un homme étranglant sauvagement une femme dans le train voisin. Persuadée d'avoir été témoin d'un meurtre, elle se rend le lendemain à la police en compagnie de Miss Marple. Mais, aucun cadavre n'ayant été retrouvé dans le train ou aux abords de la voie ferrée, les autorités se montrent incrédules. 
Persuadée de la véracité du témoignage de son amie, Miss Marple décide alors d'enquêter elle-même et refait avec Mrs McGillicuddy le trajet de train. À l'endroit où les deux rames se sont croisées, elles aperçoivent le manoir isolé de Rutherford Hall et sont convaincues que la bâtisse a un lien avec le crime, seul lieu où l’on aurait pu se débarrasser du corps. 
Pour se faire accompagner dans son enquête, Miss Marple persuade Lucy Eyelesbarrow (Amanda Holden), une relation de son vieil ami Tom Campbell (John Hannah), inspecteur de police de son état, de s'y faire embaucher comme cuisinière pour la période des fêtes de Noël, afin d'étudier les environs de la propriété où aurait disparu le mystérieux cadavre. 
Évoluant au sein du clan Crackenthorpe, la jeune femme fait la connaissance d'une famille déchirée, cachant un secret lourd d'une dizaine d'années, et gravitant autour du vieux Luther (David Warner), un père despotique et irascible. Intelligente et débrouillarde, Lucy se fait rapidement accepter par le clan, glanant ainsi de nouveaux indices qu’elle s'empresse de rapporter à son amie Jane, qui séjourne à proximité, chez Tom Campbell, pour superviser les opérations. 
Dans une dépendance de Rutherford Hall abritant une collection d'antiquités, Lucy finit par découvrir le corps d'une femme, caché dans un sarcophage ancien. Cette découverte va enfin susciter l'intervention de la police et son enquête officielle pour démasquer le mystérieux meurtrier du train de 16h50.

## Fiche technique
- Titre français  : Le Train de 16 h 50
- Titre original  : (en) 4.50 from Paddington
- Titre américain  : (en) What Mrs McGillicuddy Saw [1]
- Réalisation : Andy Wilson
- Scénario : Stephen Churchett, d'après le roman « Le Train de 16 h 50 » (1957) d'Agatha Christie
- Décors : Jeff Tessler
- Costumes : Phoebe De Gaye
- Photographie : Martin Fuhrer
- Montage : Jeremy Gibbs
- Musique : Dominik Scherrer
- Casting : Susie Parriss
- Production : Matthew Read
- Production déléguée : Michele Buck, Phil Clymer, Rebecca Eaton et Damien Timmer
- Sociétés de production : Granada, WGBH Boston et Agatha Christie Ltd.
- Durée : 94 minutes
- Pays d'origine :  Royaume-Uni
- Langue originale : Anglais
- Genre : Policier
- Ordre dans la série : 3e épisode (3e épisode de la saison 1)
- Première diffusion :
  -  Royaume-Uni : 26 décembre 2004, sur le réseau d'ITV
  -  États-Unis : 26 décembre 2004
  -  Australie : 27 mars 2005
  -  Hongrie : 30 avril 2005
  -  Italie : 23 août 2005
  -  Japon : 12 décembre 2006

## Distribution
- Geraldine McEwan (V. F. : Lily Baron) : Miss Jane Marple
- Amanda Holden : Lucy Eyelesbarrow (amie de Tom Campbell et de Jane Marple)
- John Hannah : inspecteur Tom Campbell (ami de Lucy Eyelesbarrow et de Miss Marple)
- Michael Landes : Bryan Eastley (mari de feu Édith Crackenthorpe (fille de Luther) et père d'Alexandre)
- David Warner : Luther Crackenthorpe (propriétaire de Rutherford Hall)
- Niamh Cusack : Emma Crackenthorpe (fille de Luther)
- Ciarán McMenamin : Cedric Crackenthorpe (fils de Luther)
- Ben Daniels : Alfred Crackenthorpe (fils de Luther)
- Charlie Creed-Miles : Harold Crackenthorpe (fils de Luther)
- Griff Rhys Jones : Dr David Quimper (médecin de Luther Crackenthorpe)
- Pam Ferris : Elspeth McGillicuddy (amie de Jane Marple)
- Kurtis O'Brien : Alexandre Eastley (jeune fils d'Édith et de Bryan Eastley)
- Toby Marlow : James Stoddard-West (ami d'école d'Alexandre Eastley)
- Jenny Agutter : Agnès Crackenthorpe (défunte femme de Luther Crackenthorpe)
- Rob Brydon : inspecteur Awdry
- Rose Keegan : lady Alice
- Pip Torrens : Noël Coward
- Tasha Bertram : Olga
- Celia Imrie : madame Joilet
- Neve McIntosh : Martine
- Meritxell Lavanchy : Anna Stravinska
- Tim Stern

## Commentaires

### Autre adaptations télévisuelles ou cinématographiques du roman original
- Ce téléfilm ne doit pas être confondu avec « Le Train de 16 h 50 »,  un autre film policier issu d'une autre série britannique intitulée elle aussi « Miss Marple », mais initialement diffusé en 1987 sur la BBC, avec l'actrice Joan Hickson dans le rôle de la vieille dame de St. Mary Mead.
- En 2008, le français Pascal Thomas réalise « Le Crime est notre affaire », une comédie policière dont le scénario reprend l'intrigue du roman  d'Agatha Christie « Le Train de 16 h 50 », mais en remplaçant le personnage de Miss Marple par ceux du couple Tommy et Tuppence Beresford, héros du recueil de nouvelles qui a donné au film son titre. Les acteurs André Dussollier et Catherine Frot y interprètent le couple de détectives.
- En 1961, la Metro-Goldwyn-Mayer produit « Murder She Said », la toute première adaptation à l'écran du roman d'Agatha Christie : « Le Train de 16 h 50 ». Réalisé en noir et blanc par le britannique George Pollock, ce film  marque aussi la toute première incarnation cinématographique de la perspicace Miss Marple, interprétée par l'actrice anglaise Margaret Rutherford.

### Différences entre cet épisode de la série et le roman original
- Cette adaptation introduit un tout nouveau personnage : l'inspecteur Tom Campbell, présenté comme un vieil ami de Jane Marple, et une relation du Dr Quimper. Outre son rôle d'enquêteur officiel de la police, il apparaît aussi comme un sérieux rival de Bryan Eastley pour la conquête du cœur de la jolie Lucy Eyelesbarrow[1].
- Dans cette version, le Dr Quimper se voit attribuer le prénom de « David ». Dans le film de 1961 c'était « Paul », et dans le téléfilm de 1987 c'était « John ».
- Par rapport au roman, les motivations du tueur ont changé : Dans cette version, quoique demeurant le coupable, le personnage du Dr Quimper n'est pas présenté comme un tueur froid, assoiffé d'argent. Bien au contraire, la seule motivation pour ses crimes est son amour sincère pour Emma Crackenthorpe[1].